# Pelos púbicos

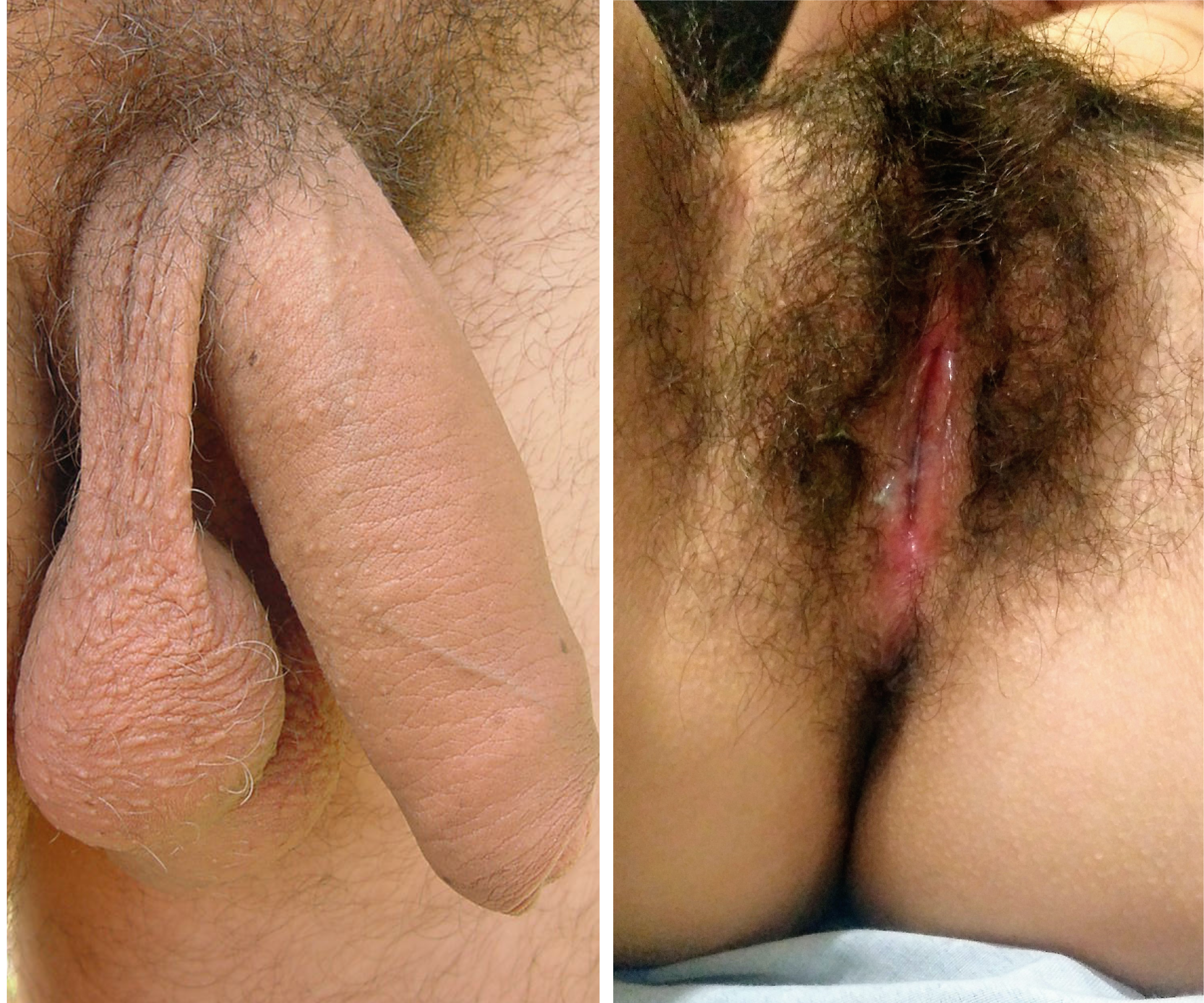
Pelos pubianos de um homem e uma mulher adultos.

Os pelos púbicos, ou pelos pubianos, vulgarmente conhecidos também como pentelhos, entre outros nomes, são pelos grossos localizados na região frontal da pelve, acima e a volta dos órgãos sexuais masculino e feminino. No sexo feminino a região onde ocorre é denominada de monte de Vênus, monte por ser mais elevado devido ao osso púbico.
Embora os pelos vilosos finos estejam presentes na área na infância, os pelos pubianos são considerados os pelos mais pesados, longos e grossos que se desenvolvem durante a puberdade, como efeito do aumento dos níveis de andrógenos nos homens e estrogênios nas mulheres. O pelo pubiano difere de outros pelos no corpo e é uma característica sexual secundária. Muitas culturas consideram os pelos pubianos como eróticos e, na maioria das culturas, os pelos pubianos estão associados aos órgãos genitais, que homens e mulheres devem manter sempre cobertos. Em algumas culturas, é a norma para os pelos pubianos a serem removidos, especialmente das mulheres; a prática é considerada parte da higiene pessoal. Em outras culturas, a exposição de pelos pubianos (por exemplo, quando vestindo um maiô) pode ser considerada como inestética ou embaraçosa e, portanto, são cortados ou estilizados de modo a evitar que seja visível.

## Desenvolvimento

Escala de Tanner feminina

O pelo pubiano se forma em resposta aos níveis crescentes de testosterona em meninas e meninos. Esses folículos pilosos estão localizados e estimulados em áreas sensíveis a andrógenos, desenvolvem pelos pubianos. A escala de Tanner descreve e quantifica o desenvolvimento dos pelos pubianos. Antes do início da puberdade, a área genital de meninos e meninas tem pelos muito finos (estágio 1). No início da puberdade, o corpo produz níveis crescentes dos hormônios sexuais e, em resposta, a pele da área genital começa a produzir pelos mais grossos e mais ásperos, frequentemente mais curvos, com uma taxa de crescimento mais rápida. O início do desenvolvimento dos pelos pubianos é denominado pubarca.
Nos homens, o primeiro pelo pubiano aparece como alguns pelos esparsos que geralmente são finos no escroto ou na base superior do pênis (estágio 2). Dentro de um ano, os pelos ao redor da base do pênis são abundantes (estágio 3). Dentro de 3 a 4 anos, o cabelo preenche a área pubiana (estágio 4) e se torna muito mais espesso e escuro, e em 5 anos se estende até as coxas e para cima no abdômen em direção ao umbigo (estágio 5).

Escala de Tanner masculina

Outras áreas da pele são similarmente, embora um pouco menos, sensíveis a andrógenos e pelos androgênicos tipicamente aparecem um pouco mais tarde. Em uma sequência aproximada de sensibilidade aos andrógenos e aparência de pelos androgênicos, estão as axilas, área perianal, lábio superior, áreas pré-auriculares (costeletas), áreas periareolares (mamilos), meio do tórax, pescoço embaixo do queixo, área do peito e barba, membros e ombros, costas e nádegas. Embora geralmente considerada parte do processo da puberdade, a pubarca é distinta e independente do processo de maturação das gônadas que leva à maturação sexual e à fertilidade. Os pelos pubianos podem se desenvolver a partir de andrógenos adrenais isolados e podem se desenvolver mesmo quando os ovários ou testículos estão com defeito e não são funcionais. Há pouca, se alguma, diferença na capacidade dos corpos masculino e feminino para desenvolver pelos em resposta aos andrógenos.
Pelos pubianos e pelos nas axilas podem variar consideravelmente de cor do cabelo do couro cabeludo. Na maioria das pessoas, é mais escuro, embora também possa ser mais leve. Na maioria dos casos, é mais semelhante em cor às sobrancelhas de uma pessoa.
A textura do cabelo varia de completamente enrolada a totalmente lisa, não necessariamente correlacionada à textura do cabelo do couro cabeludo. As pessoas da herança da Ásia Oriental tendem a ter pelos pubianos lisos e ondulados.
Padrões de pelos pubianos podem variar por raça e etnia. Padrões de pelos pubianos, conhecidos como o escudo, variam entre os sexos. Na maioria das mulheres, o patch pubiano é triangular e encontra-se sobre a vulva e mons púbis. Em muitos homens, o pelo pubiano se inclina para cima, para uma linha de cabelo que aponta para o umbigo (Pelos abdominais), mais ou menos um triângulo apontando para cima. Assim como nos pelos axilares, os pelos pubianos estão associados a uma concentração de glândulas sebáceas na área.

## Significância clínica

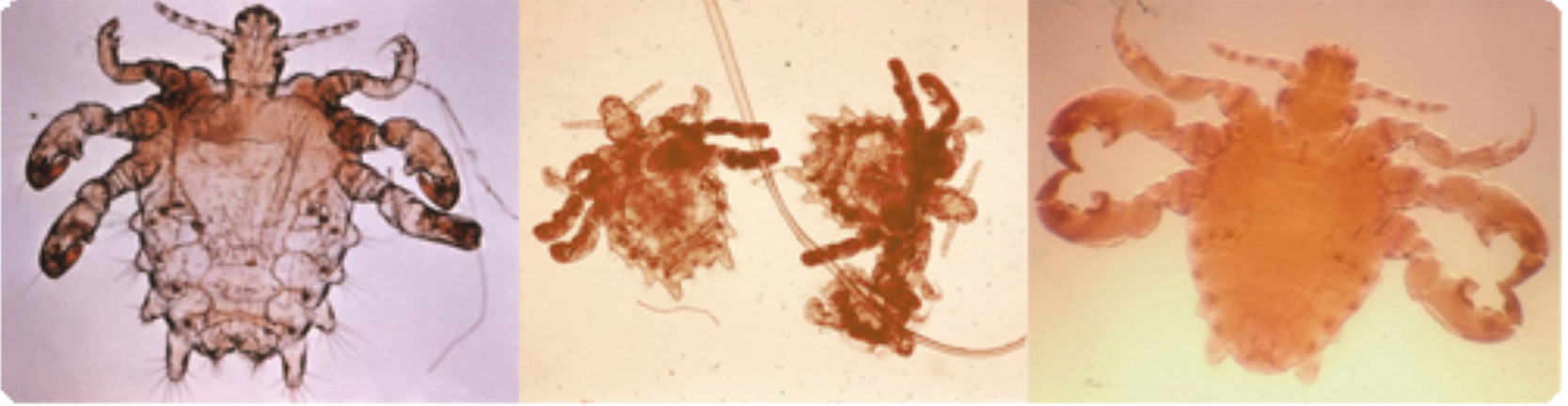
Piolho-da-púbis

O pelo pubiano pode ficar infestado com o piolho pubiano. Os piolhos pubianos adultos têm 1,1–1,8 mm de comprimento. Os pelos pubianos geralmente podem hospedar até uma dúzia em média. Os piolhos pubianos geralmente são encontrados em pelos na região pubiana, mas às vezes são encontrados em pelos grossos em outras partes do corpo (por exemplo, sobrancelhas, cílios, barba, bigode, peito, axilas, etc.). Piolho-da-púbis se ligam a pelos pubianos que são mais grossos do que outros pelos do corpo, porque suas garras são adaptadas ao diâmetro específico dos pelos pubianos. Infestações de Piolho-da-púbis (phthiriasis) geralmente se espalham através do contato sexual. O piolho-da-púbis pode viajar até 25 centímetros no corpo. A infestação por piolhos pubianos é encontrada em todo o mundo e ocorre em todas as raças e grupos étnicos e em todos os níveis econômicos. Os piolhos pubianos geralmente são transmitidos através do contato sexual e são mais comuns em adultos. Ocasionalmente, os piolhos pubianos podem ser disseminados por contato pessoal próximo ou contato com artigos como roupas, roupas de cama e toalhas que foram usadas por uma pessoa infestada. Os piolhos pubianos encontrados na cabeça ou nos cílios das crianças podem ser uma indicação de exposição ou abuso sexual. Os piolhos pubianos não transmitem doenças; no entanto, a infecção bacteriana secundária pode ocorrer a partir do coçar da pele. Elas são muito mais amplas em comparação com os piolhos da cabeça e do corpo. Os adultos são encontrados apenas no hospedeiro humano e requerem sangue humano para sobreviver. Se os adultos forem forçados a sair do hospedeiro, eles morrerão dentro de 24 a 48 horas sem alimentação de sangue.
Os sintomas de infecção por piolho-da-púbis na região pubiana são coceira intensa, vermelhidão e inflamação. Estes sintomas causam aumento da circulação na pele da região pubiana, criando um ambiente rico em sangue para o piolho-da-púbis. A infestação por piolhos pubianos também pode ser diagnosticada pela identificação da presença de lêndeas ou ovos nos pelos pubianos. Em dezembro de 2016, a NPR informou que "a remoção frequente de pelos pubianos está associada a um aumento do risco de herpes, sífilis e vírus do papiloma humano". No entanto, a comunidade médica também viu um aumento recente na foliculite, ou infecção em torno do folículo piloso, em mulheres que depilam ou depilam as áreas do biquíni. Algumas dessas infecções podem evoluir para abscessos mais graves, que requerem incisão com bisturi, drenagem do abscesso e antibióticos. Staphylococcus aureus é a causa mais comum de foliculite. Queimaduras podem ocorrer quando a cera depilatória é usada, mesmo de acordo com as instruções do fabricante.

## Sociedade e cultura
Na Europa Oriental e no Norte Escandinavo, nunca captou restrições e pontos de vista sobre a exposição pública dos pelos pubianos, já que os costumes dos banhos públicos e da sauna nua são uma clara manifestação disso. Com a reintrodução de praias públicas e piscinas de banho na Europa Ocidental e no Mediterrâneo no início do século XX, a exposição de áreas de ambos os sexos perto de seus pelos pubianos tornou-se mais comum e após a redução progressiva no tamanho de trajes femininos e masculinos, especialmente Desde a entrada na moda e crescimento da popularidade do biquíni após a década de 1940, a prática de barbear ou depilação de pelos púbicos das linhas de bainha também entrou em moda.
O pelo púbico é visto por algumas pessoas como um objeto de excitação sexual e é denominado "pubefilia".

### Remoção

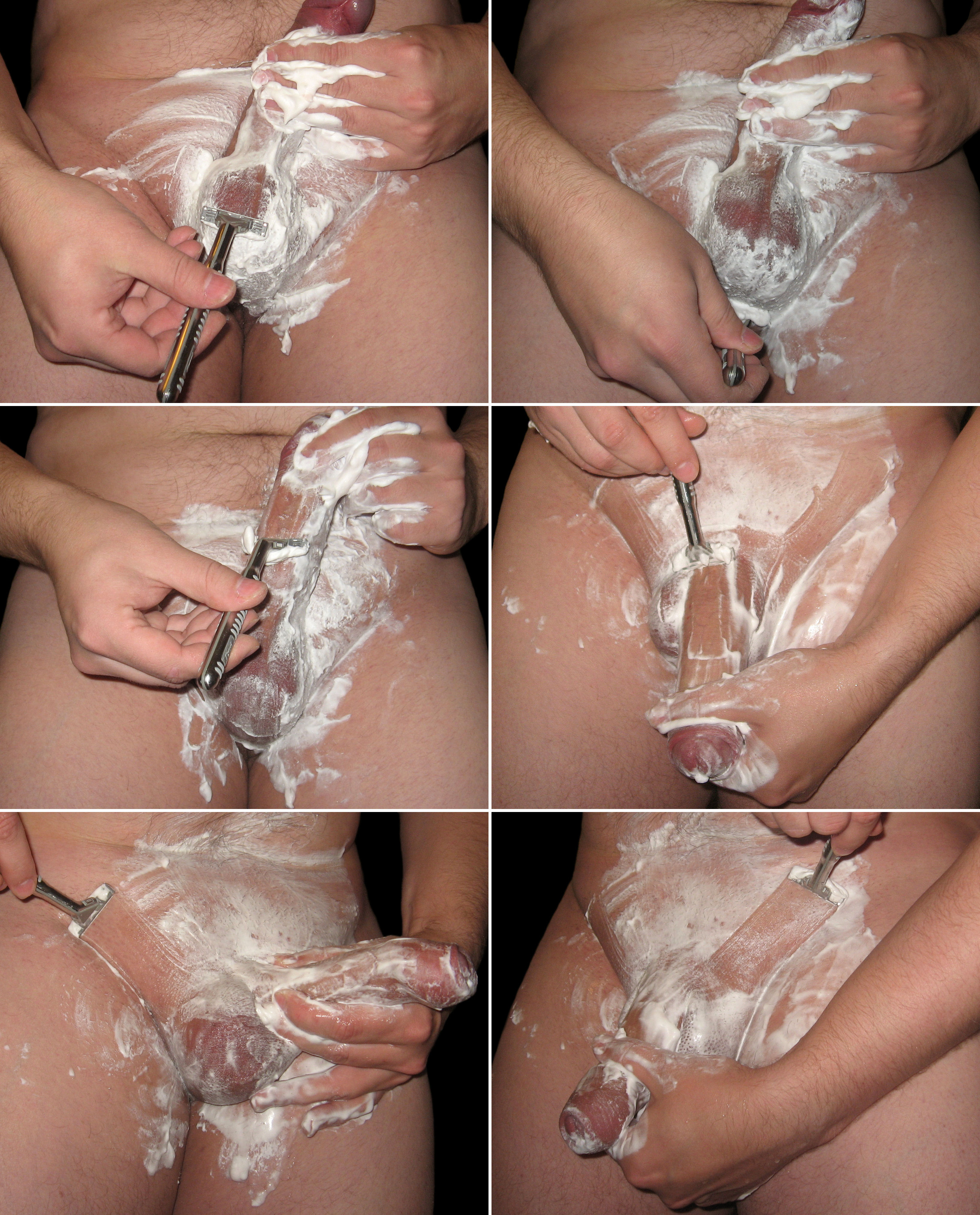
Depilação masculina com um barbeador

Em algumas sociedades do Oriente Médio, a remoção de pelos do corpo feminino foi considerada uma higiene adequada, exigida pelos costumes locais, por muitos séculos. O ensino muçulmano inclui a jurisprudência higiênica islâmica, na qual os pelos púbicos e das axilas devem ser arrancados ou raspados para serem considerados como Suna. O corte é ensinado para ser considerado aceitável.
Na década de 1980, algumas strippers e atrizes pornográficas adotaram um corte mais radical de seu cabelo púbico em resposta ao medo da epidemia do HIV / AIDS e outras doenças sexualmente transmissíveis e contágios[carece de fontes?] A razão para a remoção de pêlos pubianos de mulheres na pornografia era uma questão de "considerações técnicas da cinematografia". Depilação progrediu para remoção completa. Devido à popularidade da pornografia, a depilação dos pelos pubianos foi imitada pelas mulheres.
A apresentação é considerada por alguns como sendo erótica e estética, enquanto outros consideram o estilo como antinatural. Algumas pessoas removem pelos púbicos por razões eróticas e sexuais ou porque eles ou o seu parceiro sexual gostam da sensação de uma virilha sem pelos.

### Estilização
Todo os pelos podem ser removidos com cera formulada para esse fim. Alguns indivíduos podem remover parte ou todo o pelo pubiano, pelos axilares e pelos faciais. O método de remoção de pelos é chamado depilação (quando se remove apenas o pelo acima da pele) ou epilação (quando se remove todo o pelo). Salões de beleza, muitas vezes oferecem vários serviços de depilação. Às vezes é referido como "topiaria púbica".
Algumas pessoas modificam seus pelos pubianos - para se adequar às tendências da sociedade ou simplesmente como expressão de seu próprio estilo ou estilo de vida.Esses estilos incluem:
- Natural, Au naturel
- Pelos removidos (geralmente encerados) dos lados para formar um triângulo, de modo que os pelos pubianos não possam ser vistos enquanto estiverem usando trajes de banho. Isso pode variar desde a borda da "linha do biquíni" até uma redução de aproximadamente 2 cm em ambos os lados. Comprimento dos pelos pode ser de 4 a 2 centímetros.
- Pelos removidos dos lados para formar um longo retângulo vertical centrado, com comprimento de cerca de meio centímetro.
- Depilação brasileira (Brazilian wax)
- Pelos pubianos completamente removidos.
- Estilo livre (Freestyle)

Geralmente são variações da Brazilian wax/G, onde o design é formado a partir dos pelos pubianos. Estêncis para várias formas estão disponíveis comercialmente. Um controverso comercial da Gucci incluía pelos pubianos femininos raspados em um "G".

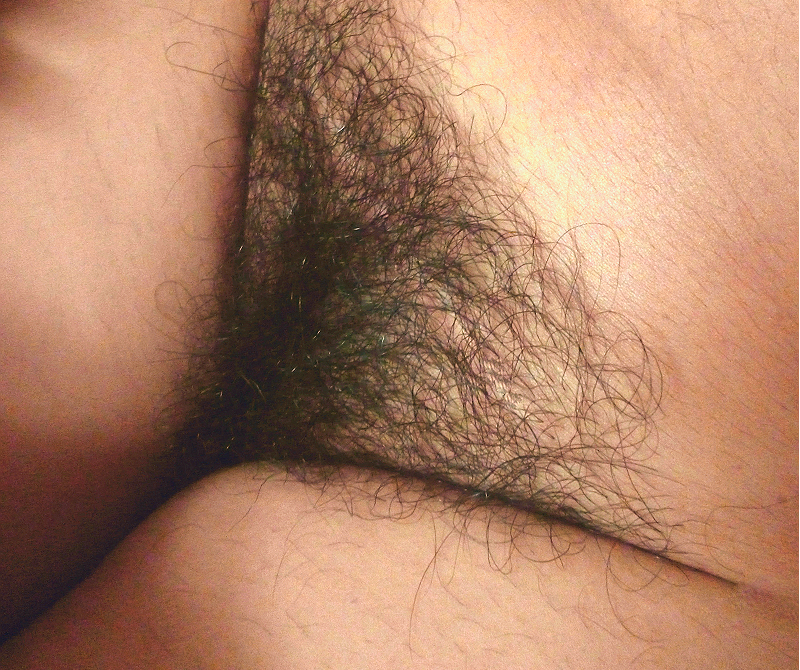
"Natural" ou "Au naturel"—sem corte e, portanto, sem manutenção.
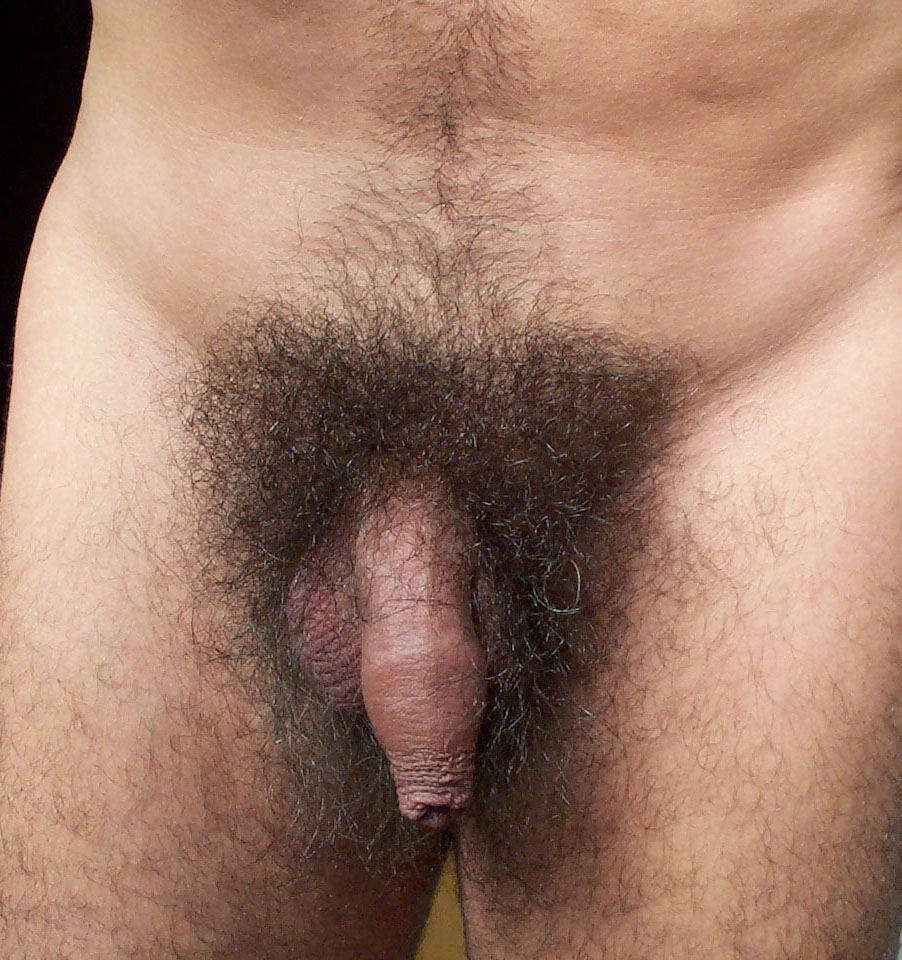
"Natural" ou "Au naturel" masculino
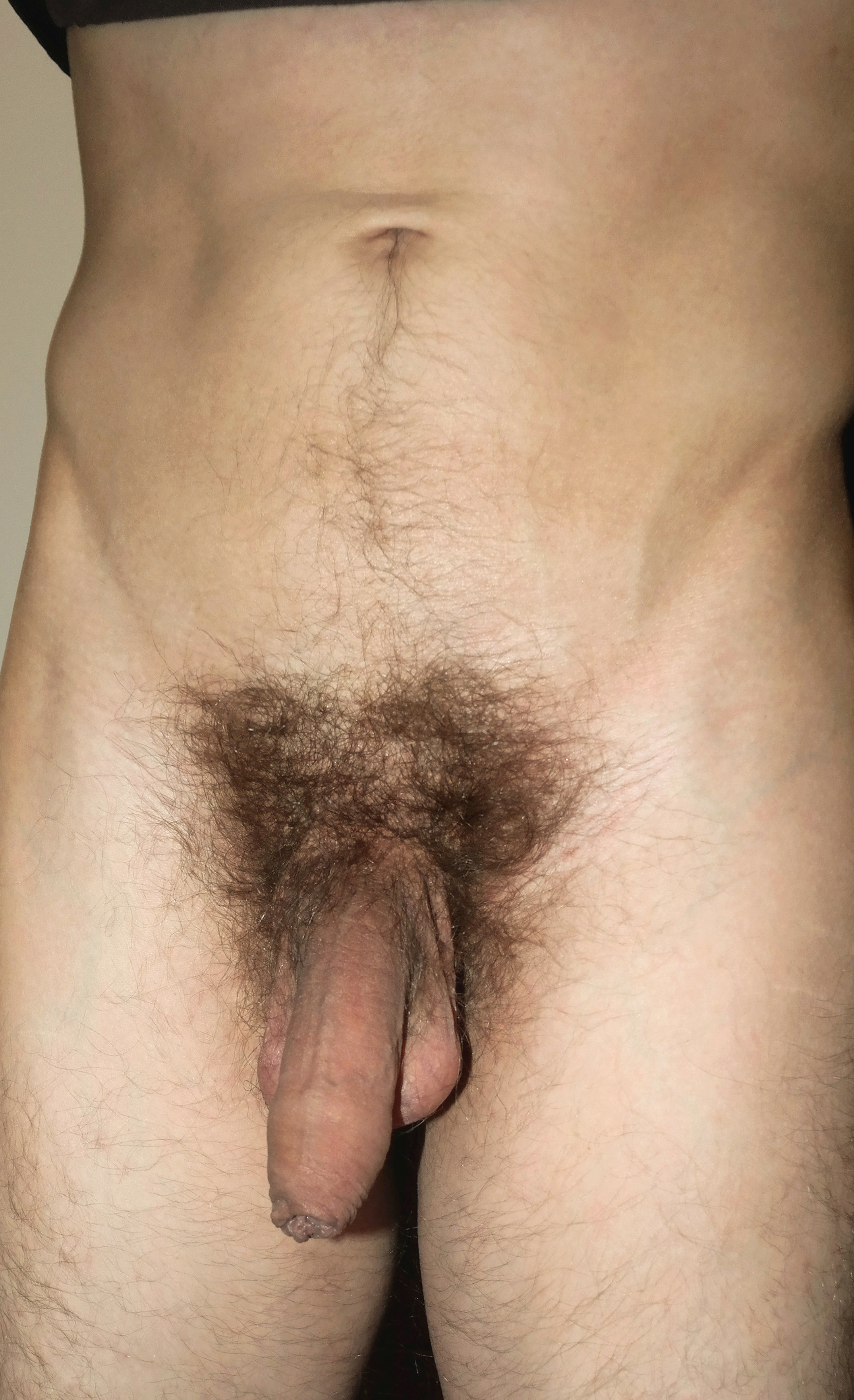
"Natural" ou "Au natural" masculino
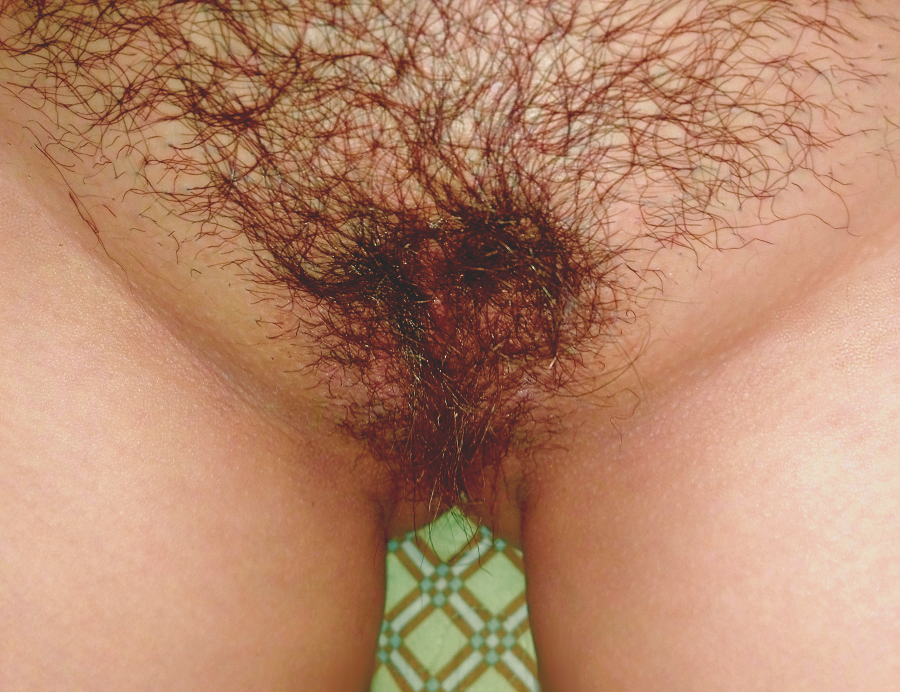
"Triangle"—Os pelos são depilados dos lados para formar um triângulo, de modo que os pelos pubianos ficam escondidos ao usar trajes de banho.
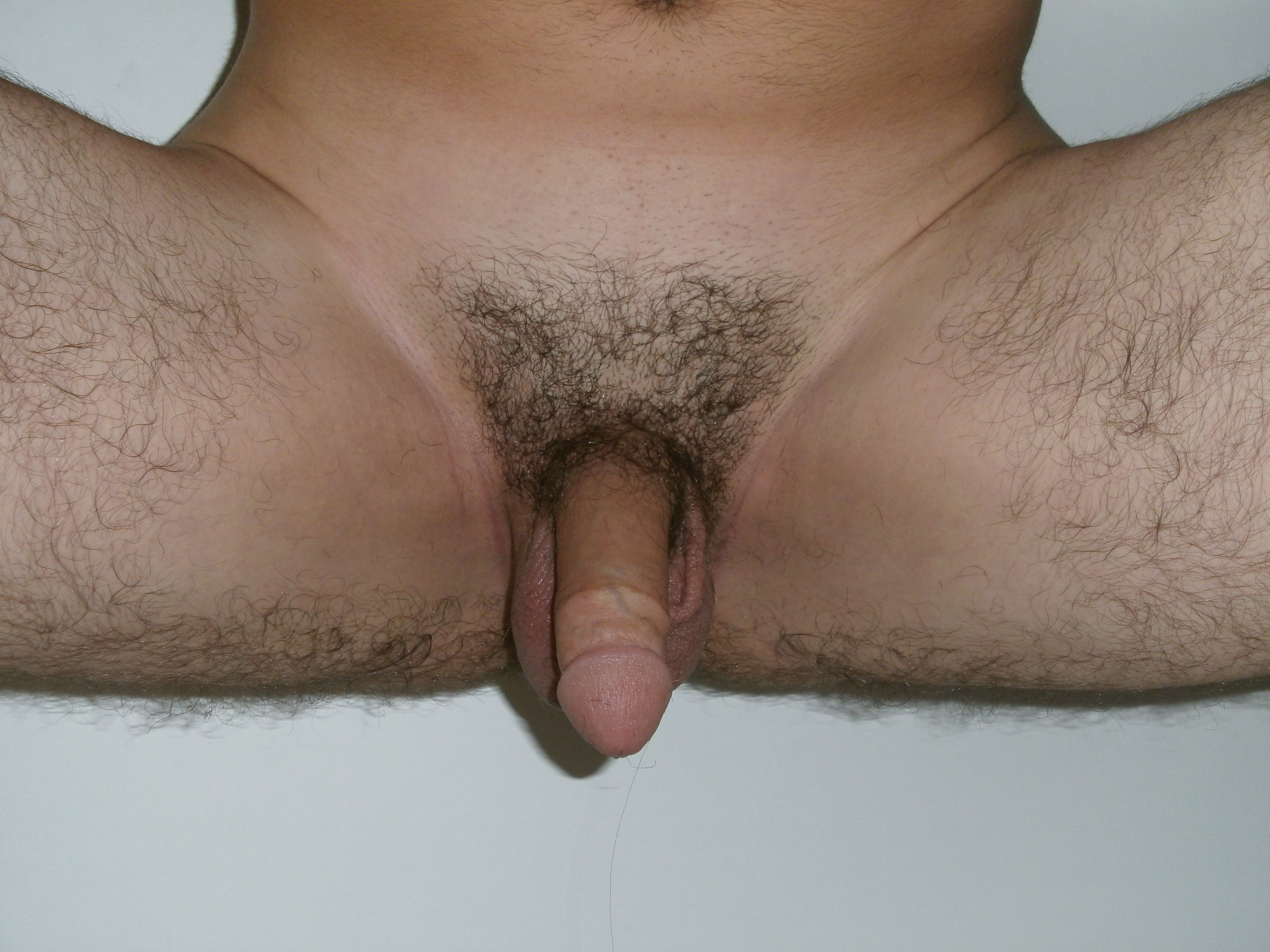
"Triângulo" masculino
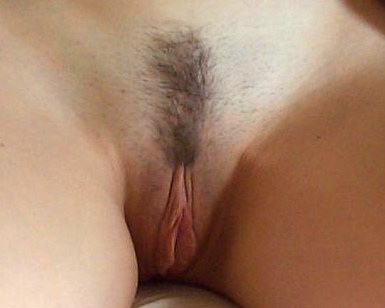
"Depilação francesa"—depilado como uma "pista de pouso"
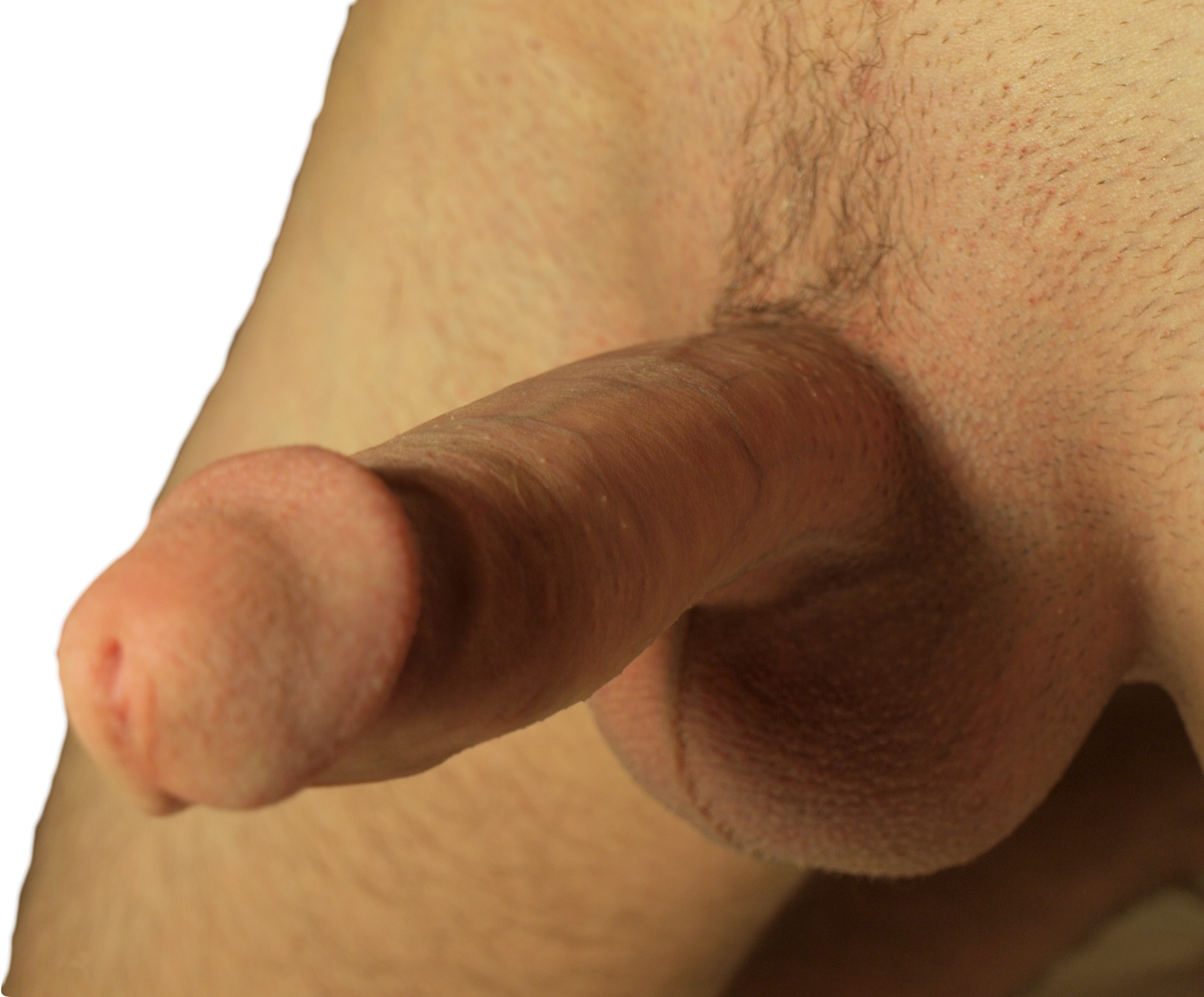
"Depilação francesa" masculina

### Na arte

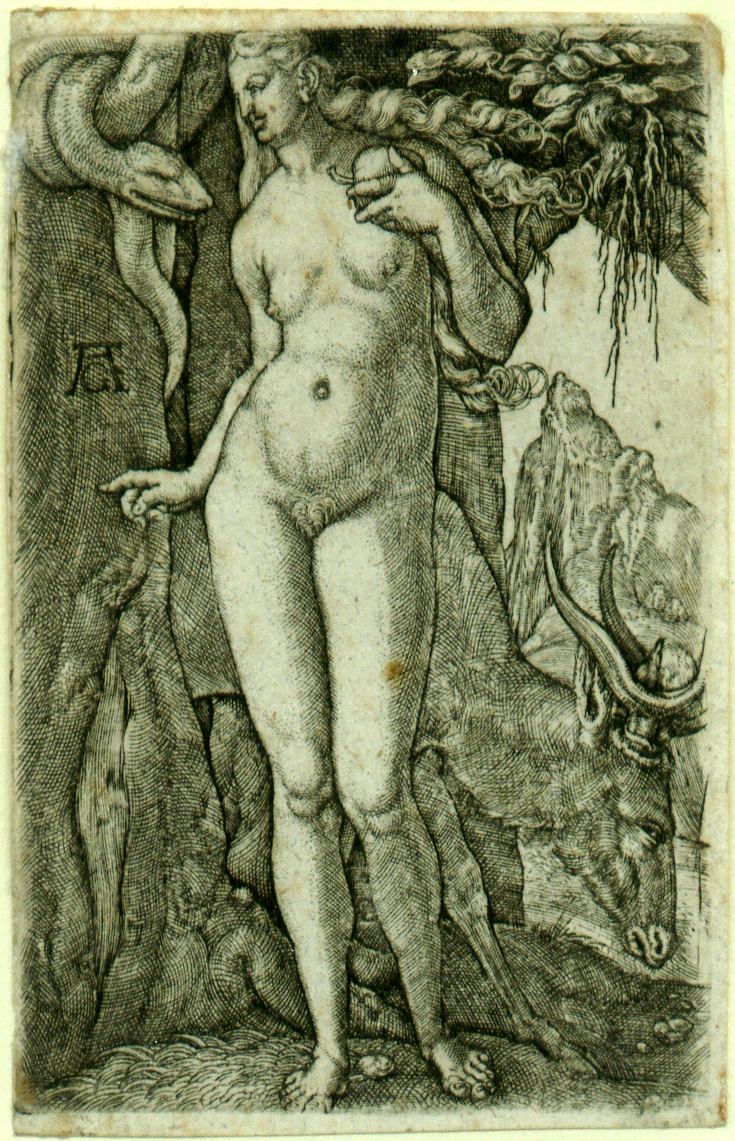
Eva de Heinrich Aldegrever, 1540; um raro exemplo inicial de pelos pubianos na arte do norte da Europa

Na arte egípcia antiga, o pelo pubiano feminino é indicado na forma de triângulos pintados.Na arte medieval e clássica européia, os pelos pubianos eram muito raramente descritos, e os pelos pubianos masculinos eram frequentemente, mas nem sempre, omitidos. Às vezes eram retratados de forma estilizada, como foi o caso da arte gráfica grega. O mesmo aconteceu em grande parte da arte indiana e em outros retratos orientais do nu. No século XVI, no sul da Europa, Michelangelo mostrou Davi com pelos pubianos estilizados, mas corpos femininos foram descritos sem pelos abaixo da cabeça. No entanto, os nus masculinos de Michelangelo no teto da Capela Sistina não exibem pelos púbicos. Na Renascença do norte da Europa, os pelos pubianos eram mais propensos a serem retratados do que no sul, mais comumente masculino, enquanto ocasionalmente em figuras femininas.

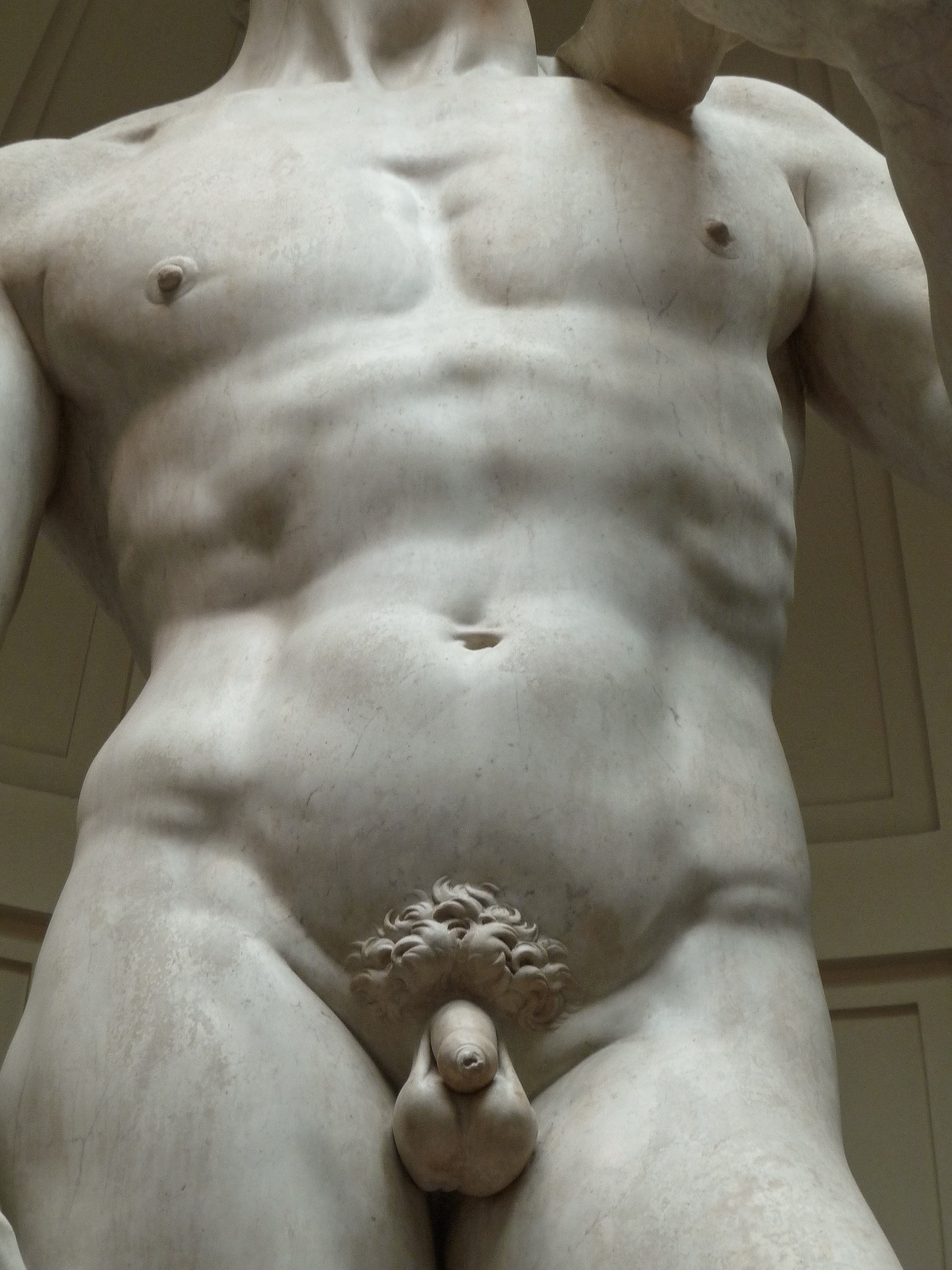
David de Michelangelo

De acordo com a biógrafa de John Ruskin, Mary Lutyens, o notável autor, artista e crítico de arte estava aparentemente acostumado apenas aos nus sem pelos retratados de maneira irreal na arte, nunca tendo visto uma mulher nua antes de sua noite de núpcias. Ele foi supostamente tão chocado com a descoberta dos pelos pubianos de sua esposa Effie que ele a rejeitou, e o casamento foi mais tarde legalmente anulado. Ele deveria ter pensado que sua esposa era bizarra e deformada. Escritores posteriores freqüentemente seguiram Lutyens e repetiram esta versão dos eventos. Por exemplo, Gene Weingarten em seu livro I'm with Stupid (2004) escreve que "Ruskin anulou o casamento porque ficou horrorizado ao ver sua noiva com uma cabeleira rústica e selvagem, semelhante a um homem. Ele pensou ela um monstro." No entanto, não há provas para isso e alguns discordam. Peter Fuller em seu livro Theoria: Art and the Absence of Grace escreve: "Foi dito que ele ficou assustado na noite de núpcias ao ver os pelos pubianos de sua esposa; mais provavelmente, ele ficou perturbado com o sangue menstrual dela". Os biógrafos de Ruskin, Tim Hilton e John Batchelor, também acreditam que a menstruação é a explicação mais provável.
O La maja desnuda de Francisco Goya (1797) foi considerado provavelmente a primeira pintura européia a mostrar os pelos púbicos de uma mulher, embora outras pinturas o tivessem sugerido.[carece de fontes?] A pintura foi considerada bastante pornográfica na época. L'Origine du monde (A origem do mundo, 1866), de Gustave Courbet, era considerado escandaloso, provavelmente mais por causa da apresentação de pelos pubianos espessos do que os genitais femininos expostos.[carece de fontes?]
No final do século XVIII, os pelos pubianos femininos são retratados abertamente no shunga (erotismo) japonês, especialmente na tradição ukiyo-e. A foto de Hokusai, O Sonho da Mulher do Pescador (1814), que mostra uma mulher tendo uma fantasia erótica, é um exemplo bem conhecido. Nos desenhos japoneses, como o hentai, o pelo pubiano é frequentemente omitido, já que por muito tempo a exposição dos pelos pubianos não era legal. A interpretação da lei mudou desde então.

## Na história
Entre a classe alta da Grã-Bretanha pré-vitoriana do século XVIII, os pelos púbicos do amante de uma pessoa eram frequentemente recolhidos como lembrança. Os cachos eram, por exemplo, usados como chapéus de homens como talismãs de potência, ou trocados entre amantes como sinais de afeição. O museu da Universidade St. Andrews, na Escócia, tem em sua coleção uma caixa de rapé cheia de pelos púbicos de uma das amantes do rei George IV, possivelmente Elizabeth Conyngham, que o monarca notoriamente licencioso doou para o clube de sexo de Fife, The Beggar's Benison.
Nas sociedades ocidentais, após a disseminação do cristianismo, a exposição pública da pele nua da mulher entre o tornozelo e a cintura começou a ser desaprovada culturalmente. A exposição da parte superior do corpo devido ao uso dos populares coletes usados na Europa Ocidental do século XV ao início do século XX, como os largos vestidos usados em áreas de montanha tradicionalmente mais conservadoras e as camisas mais ou menos soltas, permitiram uma permissividade visão dos ombros, decote e braços, permitindo uma exposição livre dos pelos superiores em mulheres de todas as classes com menos rejeição ou discriminação do que pelos no corpo dos órgãos sexuais, obviamente para esconder por implicação. Muitas pessoas passaram a considerar a exposição pública dos pelos pubianos como embaraçosa. Pode ser considerado imodesto e às vezes tão obsceno. No entanto, nunca chegou a ocupar completamente a cultura ocidental em vastas extensões da Europa Central, até a invasão do protestantismo durante o século XVI por costumes anteriormente mais tolerantes.
De acordo com o  Oxford Companion to the Body, as mulheres públicas de 1450 depilavam os pelos púbicos para higiene pessoal e combater piolhos púbicos e então vestir uma peruca pubiana onde a sua linha pública de trabalho exigiria isso. A evidência de remoção de pelos pubianos na Índia antiga é pensada para remontar a 4000 a 3000 a.C. De acordo com o etnologista F. Fawcett, escrevendo em 1901, ele havia observado a remoção de pelos no corpo, incluindo pelos pubianos sobre a vulva, como um costume de mulheres da casta Hindu Nair.